# Sacrificium (Xandria)
Sacrificium è il sesto album in studio del gruppo symphonic metal tedesco Xandria, pubblicato nel 2014.

## Tracce
1. Sacrificium – 10:07
2. Nightfall – 3:56
3. Dreamkeeper – 4:36
4. Stardust – 5:33
5. The Undiscovered Land – 7:22
6. Betrayer – 6:06
7. Until the End – 5:39
8. Come with Me – 4:56
9. Little Red Relish – 4:32
10. Our Neverworld – 3:46
11. Temple of Hate – 5:50
12. Sweet Atonement – 4:14

## Formazione
- Dianne van Giersbergen – voce
- Marco Heubaum – chitarra
- Philip Restemeier – chitarra
- Steven Wussow – basso
- Gerit Lamm – batteria